# Нур, Арман
Арман Давтян (Нур) (арм. Արման Դավթյան (Նուռ), 11 октября 1971, Ереван, АССР, СССР) — армянский дизайнер, ювелир, скульптор, художник. 2012 г. Государственная премия Золотая медаль Министерства Культуры РА, 2013 г. Государственная премия Медаль Мовсеса Хоренаци.

## Биография
Нур Арман родился 11 октября, 1971 года в Ереване. В детские годы посещал Детский эстетический центр имени Генриха Игитяна, отдел керамики. Позднее окончил Ереванский институт прикладного искусства имени Тороса Рослина, факультет дизайна по металлу. Повышал квалификацию в Московском институте геммологии, специализировался по идентификации и оценке драгоценных камней, учился на курсах в Международном университете искусства и дизайна в Майами, США.
Является основателем дизайнерской студии «Нур Дизайн». С 2015 года является основателем и владельцем авторской галереи Нур Арт Галери (Nur Art Gallery Yerevan).

## Творческая деятельность

### Выставки

#### Персональные выставки
- 2001 «Арт Галерея», Ереван, Армения
- 2004 «Геворкян» галерея, Ереван, Армения
- 2004 турне по европейским городам (Дюссельдорф, Кёльн, Бонн, Брюссель, Париж, Вена, Москва
- 2007 выставка коллекции «Аратта» (коллекция ювелирных изделий, символизирующих 12 провинций исторической Армении), Театр Камерной музыки, Ереван, Армения
- 2008 выставка коллекции «Аратта», ВДНХ, Москва, Россия
- 2016 «Еревануи» выставка, посвященная армянской женщине, Музей истории г. Еревана, Армения[2]
- 2018 «Муха» мультимедийная выставка, Центр искусств Гафесчяна, Ереван, Армения[3]
- 2018 «Коллекция Aratta», выставка ювелирных изделий в Pirro del Balzo Castel, Sala Gesualdo, Веноза, Италия.
- 2018 «Диаграмма», выставка живописи, графики, ювелирных изделий и скульптур в Международной художественной галерее и академии Porta Coeli, Веноза, Италия

#### Групповые выставки
- 2001 международная выставка «Ювелир 2001»
- 2002 ювелирная выставка «Юнвекс Петербург»
- 2007 коллекция «Аратта», Неделя Российской моды, Москва, Россия[4]
- 2008 коллекция «Аратта», Неделя Украинской моды, Киев, Украина
- 2010 коллекция «Аратта», Шанхай, Китай
- 2011 коллекция «Аратта», Неделя Грузинской моды, Тбилиси, Грузия
- 2017 Флорентийская Биеннале (занял первое место, золотая медаль «Лоренцо Великолепный», Флоренция, Италия.[5]
- 2018 Первый международный симпозиум скульптуры, Апаран, Армения[6]
- 2018 Октябрь,  Международный симпозиум скульптур, Шарм-эль-Шейх, Египет.
- 2018 Декабрь, Bibart 2018/2019 Международная художественная биеннале, Бари, Италия
- 2019 Июнь , Второй международный скульптурный симпозиум, член комитета  и участник, Апаран, Армения
- 2019 Июль, iGB Live!  Amsterdam RAI, Europaplein,презентация игрового приложения "Муха", Амстердам, Нидерланды
- 2019 Август, Art Nocturne Knocke, Кнокке, Бельгия.
- 2020 Февраль, Международная выставка “Art Capital”  в Большом Дворце, Париж, Франция

### Произведения
- «Памятник читателю» - украшает двор детской библиотеки им. Хнко Апера, памятник был поставлен 2013 году, в честь признания города Еревана Мировой столицей книги 2012[7]
- Памятник «Детство» - подарок Гематологическому центру им. проф. Р. О. Еоляна, 2017 год[8]

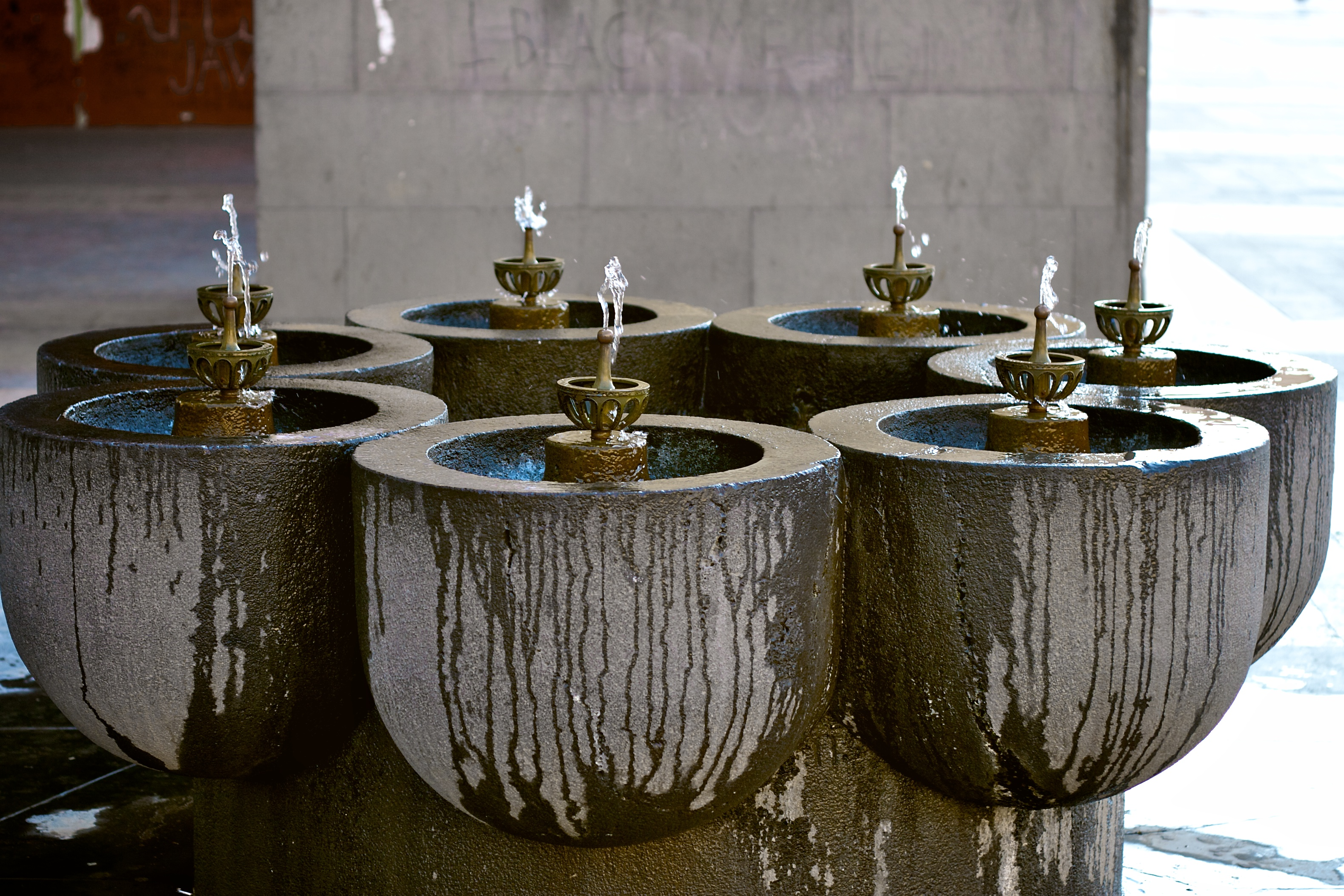
Бронзовые наконечники фонтана «Семь источников», 2010 год, Площадь Республики, Ереван
- Статуэтка «Артист» — приз «Открытого музыкального фестиваля»
- Статуэтка «Нран атик» - приз одноименного детского театрального конкурса
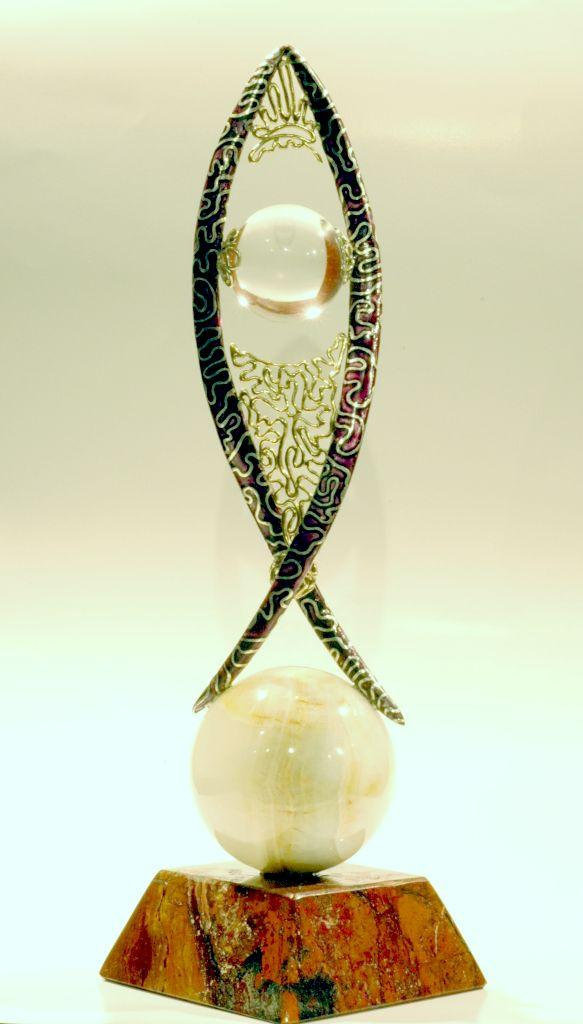
Статуэтка «Да будет Свет» - приз экуменического жюри ежегодного кинематографического фестиваля «Золотой Абрикос»
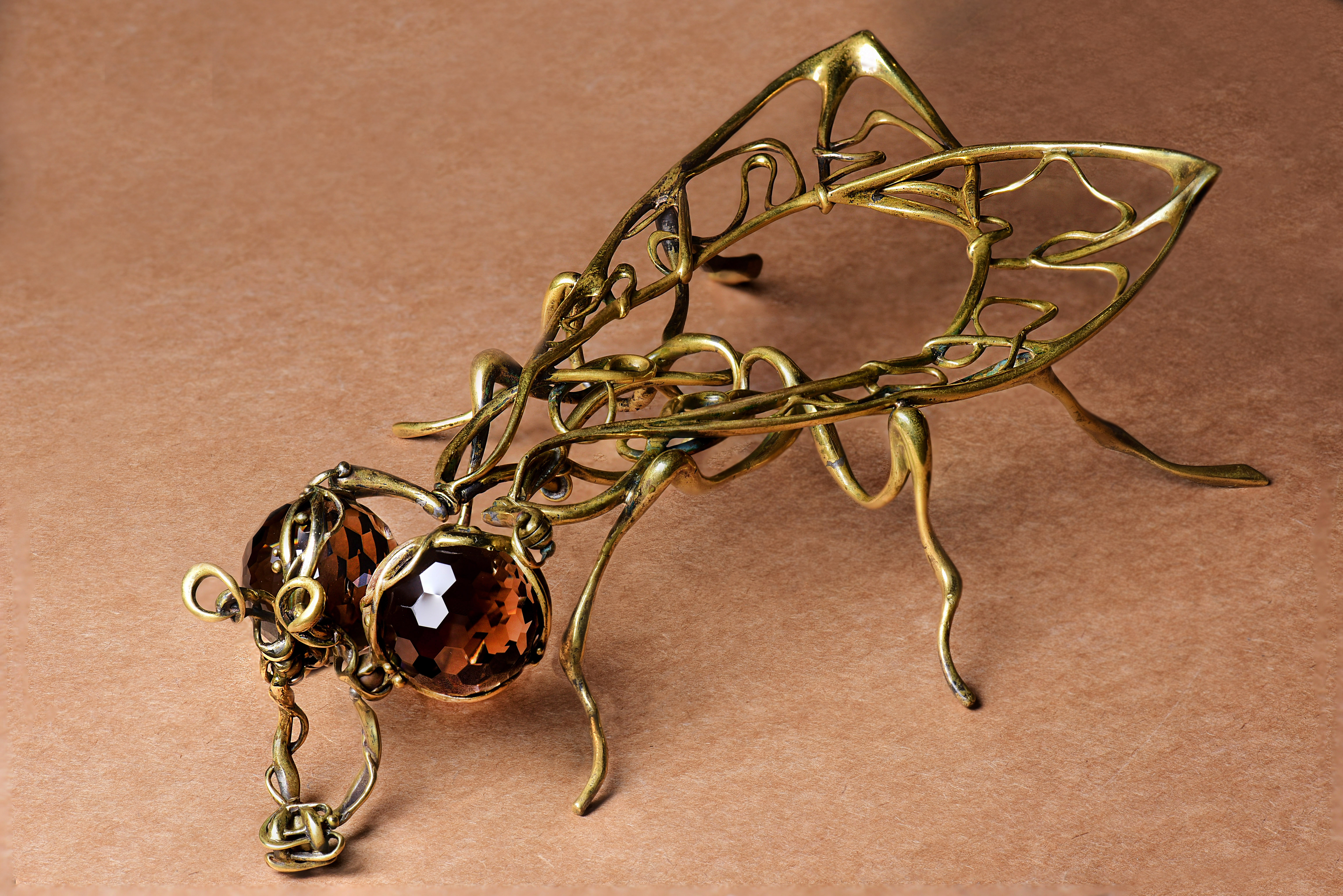
Муха
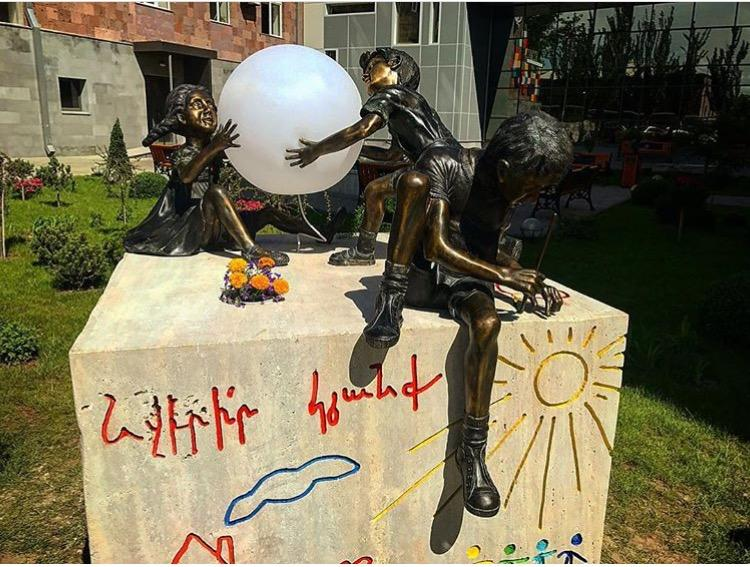
Детство

- Статуэтка «Ласточка» - приз одноименного национального музыкального конкурса[11]
- Скульптура «Муха» -  первое место на престижном конкурсе современного искусства, на Флорентийской биеннале, завоевав золотую медаль Медичи «LORENZO IL MAGNIFICO» в 2017 г.[12].
- Скульптурная серия «Гений» - начало анимационной скульптуры.
- «Шкатулка царицы Сатеник» - коллекция ювелирных изделий[13].
- Скульптура «Иисус» - премия «Критика» на Международной художественной биеннале Bibart 2018/2019, Бари, Италия.

Его творения хранятся в коллекциях таких знаменитостей, как бывший госсекретарь США Мадлен Олбрайт, великая балерина Майя Плисецкая, оперная певица Монсеррат Кабалье, король джаз-рока Эл Джероу, певица и актриса Шер, знаменитый теннисист Андре Агасси и т. д.

### Награды
В течение всей творческой деятельности Нур удостоился многих международных призов и наград, таких, как лучшая награда на Международной ювелирной выставке в Москве «Ювелир 1994», первое место в номинации «Лучшее ювелирное изделие» на Международной ювелирной выставке в Москве «Ювелир 2001», первое место в номинации «Лучшее ювелирное изделие» на Международной ювелирной выставке в Москве «Ювелир 2005» за гарнитур «Цвет любви», высшая награда на Неделе Российской Моды в Москве 2007 г.
В 2012 году Нур был награждён Золотой медалью Министерства культуры Республики Армения, 2013 году был награждён президентом РА государственной премией — Медалью Мовсеса Хоренаци. В октябре 2017 г. Нур занял первое место на самом престижном конкурсе современного искусства- на Флорентийской биеннале, завоевав золотую медаль Медичи «LORENZO IL MAGNIFICO».
В январе 2019 года скульптура Армана Нура «Иисус» получила награду «Критика» на Международной художественной биеннале Bibart 2018/2019, Бари, Италия.

### Членство
- Член союза дизайнеров Армении
- Почетный член союза дизайнеров Узбекистана
- Член международного союза дизайнеров

### Произведения
- Семь родников
- Да будет Свет
- Муха
- Детство